# Acanthoprion
Acanthoprion is een geslacht van rechtvleugeligen uit de familie sabelsprinkhanen (Tettigoniidae). De wetenschappelijke naam van dit geslacht is voor het eerst geldig gepubliceerd in 1892 door Pictet & Saussure.

## Soorten
Het geslacht Acanthoprion omvat de volgende soorten:
- Acanthoprion aztecum Pictet & Saussure, 1892
- Acanthoprion suspectum Brunner von Wattenwyl, 1895